# معاهدة إسطنبول (1454)

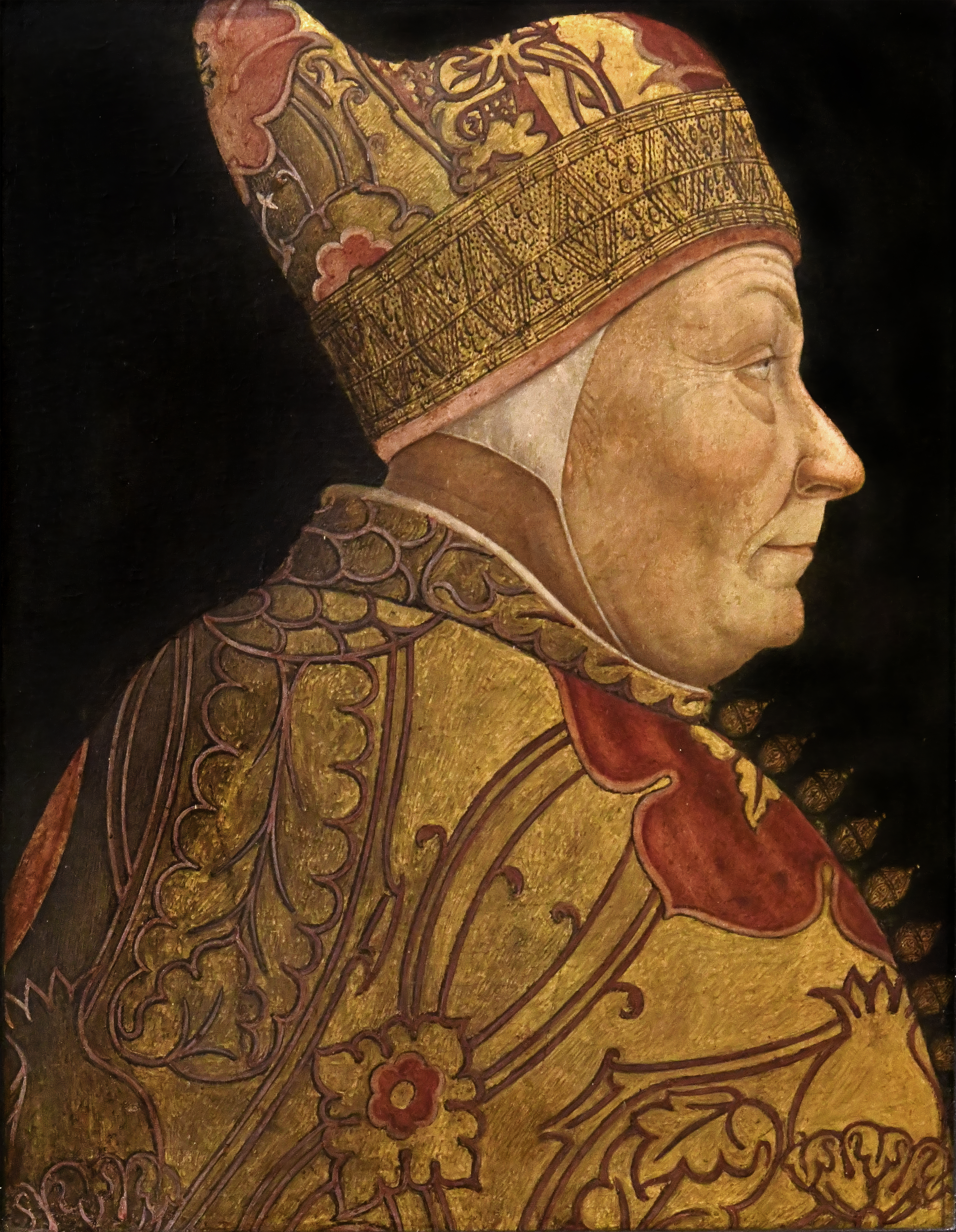

معاهدة القسطنطينية هي معاهدة وُقّعت في 18 أبريل 1454 بين الإمبراطورية العثمانية وجمهورية البندقية. تعتبر أول معاهدة موقعة من قبل السلطان العثماني في أعقاب فتح القسطنطينية عام 1453. أنهت تلك المعاهدة فعلياً تطلعات البندقية للقضاء على الإمبراطورية العثمانية أو غزو القسطنطينية باسم المسيحية. أعطت المعاهدة جمهورية البندقية حرية التجارة في شرق البحر المتوسط.

## فيما بعد
أضعفت تلك المعاهدة إلى حد كبير احتمالات تحالف الأمراء الإيطاليين ضد الدولة العثمانية - وهي القضية التي يتبناها البابا نيكولاس الخامس. أدت أيضاً إلى تفاقم العلاقات بين جمهورية البندقية والبابوية.

## لمزيد من الاطلاع
- Maria Pia Pedani, "Venetian Consuls in Egypt and Syria in the Ottoman Age"